# 爱国街道 (乌兰浩特市)
爱国街道，是中华人民共和国内蒙古自治区兴安盟乌兰浩特市下辖的一个街道办事处。

## 行政区划
爱国街道下辖以下地区：
万佳社区、春阳社区、普惠社区和洮儿河社区。